# شتوکوم-پوشن
شتوکوم-پوشن (به آلمانی: Stockum-Püschen) یک شهر در آلمان است که در وستروالدکرایس واقع شده‌است. شتوکوم-پوشن ۷۱۹ نفر جمعیت دارد.